# Zabłotce (Niżankowice)

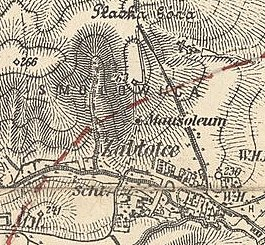
Zabłotce na mapie sprzed 1914

Zabłotce (dawn. Zabłoćce, niekiedy Zabłotce Kozłowskie; ukr. Заболотці – Zabołotci) – dawna wieś, po 1945 włączona do Niżankowic (obecnie w rejonie starosamborskim należącym do obwodu lwowskiego na Ukrainie).

## Historia
Wieś królewska położona w powiecie przemyskim, jej posiadaczem był Piotr Paweł Mniszek, została spustoszona w czasie najazdu tatarskiego w 1672 roku. 
W okresie zaboru austriackiego Zabłotce leżały na obszarze powiatu przemyskiego i oddalone o 12 km na południowy wschód od Przemyśla. Wieś była położona tuż koło Niżankowic, północ od tamtejszego C. K. Sądu Powiatowego, urzędu pocztowego i stacji kolejowej. Na północ od Zabłociec leżały Kupiatycze, na północny wschód Małkowice, na wschód i południe Niżankowice, na zachód Młodowice. W południowej części wsi przepływał potok Górny (dopływ Wiaru).
Właścicielami Zabłociec byli Kozłowscy herbu Jastrzębiec, pierwotnie pochodzący z ziemi mazowieckiej, osiadłej na Rusi Czerwonej; w 1618 na ziemi sanockiej, a w 1756 w Zabłotcach na ziemi przemyskiej: Antoni Kozłowski, po którym dobra przejął jego syn Antoni, posiadający majątek do około 1839. Następnie Antoni Kozłowski młodszy odstąpił je na rzecz brata, Anastazego Kozłowskiego, który posiadał te dobra od około 1839 do około 1847. Od około 1847 do końca życia właścicielką Zabłociec była żona Anastazego, Róża Kozłowska (zmarła w 1876). W latach 80. właścicielem był syn Anastazego i Róży, Zygmunt Kozłowski. Od lat 90. do końca życia dziedzicem i właścicielem Zabłociec był jego syn, Włodzimierz Kozłowski (zmarł w 1917).
Według stanu z 1860 Zabłotce zamieszkiwało 162 mieszkańców. Według stanu z 1890 we wsi było 35 domów i 174 mieszkańców gminnych oraz 5 domów i 63 mieszkańców w dworze. Z całej ówczesnej populacji 146 stanowili Polacy, a 91 Rusini. Spośród nich 108 było wyznania rzymskokatolickiego, 102 greckokatolickiego, 27 mojżeszowego. W 1904 Zabłotce zamieszkiwały 308 osoby, w 1914 – 340. Mieszkańcy podlegali parafiom rzymskokatolickiej i greckokatolickiej w Niżankowicach. We wsi istniała greckokatolicka cerkiew filialna.
W Zabłotcach została wybudowana cerkiew pod wezwaniem Objawienia Pańskiego, pochodząca z początku XX wieku. Do współczesności zachował się także pałac wraz z parkiem i folwark.
Na krańcu Niżankowic, położonym w stronę Zabłociec, w drugiej połowie XIX wieku powstał cmentarz katolicki.
Podczas I wojny światowej w trakcie obrony Twierdzy Przemyśl w Zabłotcach zainstalowano austriacki szpital wojskowy. Na początku 1917 trwała we wsi odbudowa budynków zniszczonych podczas działań wojennych.
Po zakończeniu II wojny światowej i utworzeniu Ukraińskiej SRR wieś weszła wraz z Niżankowicami w skład rada osiedlowej Niżankowice (Нижанковицька селищна рада), stając się północnym przedmieściem. Obok Podmojsców, jest to jedyna gromada gminy Hermanowice, która nie znalazła się w granicach Polski po korekcie granicy w 1948 roku (w latach 1944-48 także Malhowice i Sierakośce znajdowały się w ZSRR).
Za dworem na pagórku Zygmunt Kozłowski wybudował rodzinną kaplicę grobową, wzniesioną u kresu jego życia (zmarł w 1893 i został pochowany w jej podziemiach). Obecnie kaplica jest położona na obszarze wsi Malhowice, po polskiej stronie granicy z Ukrainą. Obiekt został zniszczony u kresu II wojny światowej łącznie z umieszczonymi w niej sarkofagami i trumnami.